# Partito Comunista Armeno
Il Partito Comunista Armeno (in armeno Հայաստանի կոմունիստական կուսակցություն, Hayastani Komunistakan Kusaktsutyun) è un partito politico comunista armeno.
È il principale partito comunista in Armenia e, a quanto dichiara, conta circa 18.000 iscritti, capeggiati dal leader Ruben Tovmasyan.
I giornali di partito sono l'Hayastani Komunist e il Pravda Armenii.
Alle elezioni politiche del 2003 ha ottenuto il 2,11% dei consensi, non conquistando nessuno dei 131 seggi.

## Segretari di partito
- 1991-1999 - Sergey Badalyan
- 1999-2003 - Vladimir Darbinyan
- 2003-2013 - Ruben Tovmasyan
- 2013-oggi - Tachat Sargsyan